# Sphaerirostris lanceoides
Sphaerirostris lanceoides är en hakmaskart som först beskrevs av Petrochenko 1949.  Sphaerirostris lanceoides ingår i släktet Sphaerirostris och familjen Centrorhynchidae. Inga underarter finns listade i Catalogue of Life.